# 연인 (2003년 드라마)
《연인》은 2003년 5월 19일부터 2003년 10월 21일까지 방영된 SBS 일일드라마이다.
해당 드라마부터 SBS의 일일극이 9시 20분에 방영되면서 일일시트콤 시간대는 2003년 5월 19일부터 8시 50분으로 바뀌었다.
하지만, 해당 작품과 같은 회사(SBS 프로덕션) 외주제작 월화드라마 《야인시대》(2003년 9월 30일 종영)가 해당 작품(연인) 뒷시간에 방송된 터라 "특정 외주제작사 드라마 중복 편성"이란 지적을 샀다.

## 기획 의도
중산층 가정의 세 자매를 통해 이 시대 젊은 여성들의 연애관과 결혼관을 들여다보는 드라마

## 등장 인물
- 반효정 : 황여사 역
- 이정길 : 오종기 역
- 고두심 : 한정순 역
- 조경환 : 조태환 역
- 이효춘 : 정화자 역
- 김미숙 : 서미연 역
- 이민영 : 오수희 역
- 김승수 : 윤종태 역
- 이승우 : 조진우 역
- 염정아 : 조진서 역
- 유혜정 : 서지숙 역
- 임호 : 강용제 역
- 최정원 : 오수민 역
- 정소영 : 김영규 역
- 여현수 : 유지섭 역
- 정은경 : 오수지 역
- 이한위 : 유병준 역
- 이준혁 : 민기 역
- 김태정
- 김형범
- 원숙희
- 백승욱
- 장은비
- 김동균
- 민경조
- 여호민
- 전성우
- 황보라
- 이승민
- 김은경
- 박정선

## 결방
- 2003년 7월 15일 : 7시부터 2003년 피스컵 국제축구 <성남 일화 VS 베식타시 JK> 중계방송으로 인해 결방 (<SBS 8 뉴스>는 8시 55분, 일일시트콤 <똑바로 살아라>는 9시 30분에 방영)
- 2003년 7월 16일 : 7시부터 2003년 피스컵 국제축구 <1860 뮌헨 VS PSV 에인트호번> 중계방송으로 인해 결방 (<SBS 8 뉴스>는 8시 55분, 일일시트콤 <똑바로 살아라>는 9시 30분에 방영)
- 2003년 7월 17일 : 7시부터 2003년 피스컵 국제축구 <성남 일화 VS 카이저 치프스> 중계방송으로 인해 결방 (<SBS 8 뉴스>는 8시 55분, 일일시트콤 <똑바로 살아라>는 9시 30분에 방영)
- 2003년 7월 18일 : 7시부터 2003년 피스컵 국제축구 <PSV 에인트호번 VS 나시오날> 중계방송으로 인해 결방 (<SBS 8 뉴스>는 8시 55분, 일일시트콤 <똑바로 살아라>는 9시 30분에 방영)
- 2003년 9월 10일 : 8시 35분부터 추석특집 <빅스타 명장면 NG 열전> 편성으로 인해 결방
- 2003년 9월 11일 : 8시 35분부터 추석특집 조용필 데뷔 35주년 콘서트 <The History> 편성으로 인해 결방
- 2003년 9월 12일 : 9시 55분부터 특선영화 <마이너리티 리포트>가 편성되어 <신동엽 남희석의 맨투맨>은 8시 35분으로 이동했고 이 때문에 결방
- 2003년 10월 10일 : 프로야구 플레이오프 2차전 SK 와이번스 VS KIA 타이거즈 중계방송으로 인해 결방
- 2003년 10월 17일 : 프로야구 한국시리즈 1차전 SK 와이번스 VS 현대 유니콘스 중계방송으로 인해 결방

## 참고 사항
- SBS프로덕션에서 외주제작했는데 작가 이금림은 1999년 《은실이》 이후 4년 만에 SBS 연속극을 집필했다.
- 오수희 역에는 당초 성현아, 황수정 등이 거론됐으나 물의(성현아-마약 복용 혐의, 황수정-2001년 필로폰 투약 혐의로 구속된 데 이어 유부남과의 간통 혐의)를 일으킨 연예인을 주역으로 하는 것 때문에 비난을 사자 이민영이 맡게 되었고 이 과정에서 제목도 <결혼의 조건>에서 <연인>으로 변경됐으며[4] 앞서 언급한 사람들 외에도 김남주 김민 등이 오수희 역 물망에 올랐는데 이 무렵 SBS는 2000년 3월 9기를 끝으로 한동안 공채 탤런트를 선발하지 않아 이렇다할 신인 발굴에 어려움을 겪어왔고[5] 해당 작품 방영 당시 서정우(2기) 송송이(2기) 김보라나(2기) 장혜숙(3기)[6] 윤해영 (3기) 정혜영 (3기) 김남주 (4기) 이태란 (7기) 등 대부분의 자사 공채 출신 배우들이 결혼과 함께 연기활동을 접었거나(서정우 송송이 김보라나 장혜숙) 타방송사(윤해영 정혜영 이태란) 또는 CF(김남주) 위주로 활동했으며 음반업계 종사자와 두 번째 결혼을 하면서[7] 1999년 4월 종영된 KBS 1TV 아침 TV 소설 《은아의 뜰》을 끝으로 연기활동을 중단한 뒤 2000년 5월부터 호주로 유학을 떠났지만[8] 두 번째 이혼을 하여 2002년 1월 귀국한 자사 공채 2기 출신 이일화가 iTV 월~목 9시 30분 일일드라마 《해바라기 가족》으로 연속극 복귀를 하기도 했다.
- 젊은이들의 결혼·사랑관을 조명한다는 기획의도로 제작됐으나 다양하게 얽혀 있는 인간관계 속에서 불륜의 축을 설정해 놓고 비정상적인 남녀 관계를 적나라하게 묘사하는 등 애초 설정부터 일일드라마에 적합하지 않다는 지적을 산 데다[9] KBS가 2TV 일일극을 없애는 대신 2003년 6월 9일 시작한 일일시트콤 《달려라 울엄마》와 당초 평일 오후 10시 35분에 편성됐지만 iTV가 월~목 9시 30분 편성된 《해바라기 가족》을 끝으로 일일드라마를 폐지하는 대신[10] 2003년 2월 3일부터 월~금 오후 9시 30분으로 이동한 iTV 연예정보 프로그램 <연예로드쇼 하이파이브> 때문에 시청률도 10%대를 넘기지 못하는 등 관심을 끌지 못했다.
- 2003년 10월 18일에는 방송위원회로부터 '불륜 미화'라는 지적을 받으며 19세 이상 시청가로 등급을 조정할 것을 권고받았으며, 이 때문에 불과 5개월 만에 조기종영되었다.[11]
- 작가 이금림은 <연인> 이후 SBS에 돌아오지 못했는데 2005년 초 SBS에서 미니시리즈를 집필할 예정이었으나[12] 최종불발됐다.

## 수상
- 2003년 SBS 연기대상 단막·특집극 여자 연기상 고두심